# 芽方羊
芽方 羊 (めかた よう)は、日本の元歌い手、現声優。身長161cm、握力は27kg。血液型はB型。歌い手時代のイメージカラーは青。歌唱の他にダンス・絵を描くこともある。主にツイキャスやYouTubeでの活動をしていた。現在は青二プロダクション所属。

## 人物
2019年5月24日、YouTubeに「雲散霧消」のカバー動画を投稿。ツイキャス、YouTube、ニコニコ動画などにおいて現在も活動を続けている。
歌ってみたや配信活動が主ではあるが、たまに踊ってみたやイラストレーターとしての活動も、本人のTwitterなどで見ることができる。
好きなボカロPはNeru、みきとP、カラスヤサボウ、煮ル果実、syudou、虻瀬、savasti、かいりきベアなど。
好きな寿司はサーモンといくら。
地元は奄美大島。両親に勧められ、メタルやレゲエ、HYを聴いて育ったという。家業は日本舞踊で、過去にライブメンバーの着付けも行っている。家族構成は父、母、芽方羊、3歳下の妹、5歳下の弟。
14歳の頃にPCで配信を、15歳の誕生日に歌ってみたを始めた。ライブ活動は中学3年生の終わりくらいから。活動のきっかけは、母親から偶然PCを貰ったことと、「雲散霧消」をどうしても歌いたかったからだそう。

## 略歴
2019年5月24日よりYouTubeで活動を開始。
2020年6月〜2021年1月2日、VOCALABOメンバーとして活動。
2021年11月3日よりニコニコ動画でも活動を開始。
2021年12月19日、YouTube登録者数が1000人を突破。
2021年12月24日、グッズをリニューアル展開。
2022年6月26日、グッズショップをBOOTHにも展開。

## ディスコグラフィ

### カバーソング
| タイトル                                | 投稿年 | 投稿日   |
| --------------------------------------- | ------ | -------- |
| 雲散霧消                                | 2019年 | 5月24日  |
| 乙女解剖                                | 2019年 | 5月24日  |
| ヲズワルド                              | 2019年 | 5月24日  |
| コールボーイ                            | 2019年 | 5月24日  |
| うみたがり                              | 2019年 | 9月1日   |
| 病名は愛だった                          | 2019年 | 9月27日  |
| ビーストダンス                          | 2019年 | 12月29日 |
| トラフィック・ジャム                    | 2020年 | 1月17日  |
| スロウダウナー(with しゅん)             | 2020年 | 4月13日  |
| rain stops,good-bye                     | 2020年 | 5月10日  |
| さよならだけが人生だ                    | 2020年 | 5月24日  |
| 海の幽霊                                | 2020年 | 7月20日  |
| 昏迷の味                                | 2020年 | 8月7日   |
| アイ情劣等生                            | 2020年 | 8月14日  |
| 死ぬとき死ねばいい                      | 2020年 | 8月21日  |
| 宵々古今                                | 2020年 | 9月10日  |
| ダーリンダンス                          | 2020年 | 10月18日 |
| p.h.                                    | 2020年 | 11月3日  |
| HIP(歌って踊ってみた)                   | 2020年 | 11月27日 |
| 劣等上等(with lev)                      | 2020年 | 12月26日 |
| 君の脈で踊りたかった                    | 2021年 | 5月24日  |
| サルバドール                            | 2021年 | 7月14日  |
| 寄り酔い                                | 2021年 | 8月6日   |
| ボッカデラベリタ                        | 2021年 | 8月28日  |
| 窓辺のモノローグ                        | 2021年 | 10月7日  |
| ノンブレス・オブリージュ                | 2021年 | 11月3日  |
| 阿修羅ちゃん                            | 2021年 | 12月9日  |
| CH4NGE                                  | 2022年 | 1月31日  |
| 3分ガール(with のりのりこ)              | 2022年 | 4月9日   |
| ANIMAる(with lev)                       | 2022年 | 4月29日  |
| OTAHEN アンセム                         | 2022年 | 6月21日  |
| デビルじゃないもん(with lev)            | 2023年 | 2月16日  |
| G4L(ill)                                | 2023年 | 6月27日  |
| [A]ddiction ─wrec dancehole remix─(ill) | 2024年 | 2月1日   |
| 熱愛フローズン(ill)                     | 2024年 | 3月13日  |
| メンヘラじゃないもん！(with 甘宮要)     | 2024年 | 5月27日  |

#### ワンコーラス
| タイトル           | 投稿日         |
| ------------------ | -------------- |
| マジカルドクター   | 2020年6月9日   |
| On my own          | 2021年9月17日  |
| 鏡面の波           | 2021年10月23日 |
| ときめきブローカー | 2021年12月19日 |
| トリコロージュ     | 2022年4月4日   |

#### クロスフェード
- 『芽方 羊 XFD 2021』（2021年12月31日投稿）[26]

### オリジナルソング
- （2020年9月30日投稿）[27]

### 参加作品
- 『グランドエスケープ』（2021年6月22日投稿）[28]
  - のりのりこ with levのカバー作品。コーラスを担当。
- 『vase』（2022年5月7日投稿）[29]
  - ボカデュオ2021 チーム「nevergreen」参加曲。ボーカル、動画を担当。
- 『何でもするから推させてくれ！』（2022年5月4日投稿）[30]
  - ボカデュオ2022 チーム「羊猫狼燕油」参加曲。ボーカルを担当。

## イラスト
- 『light.』（2021年4月9日投稿）[31]
- 『3type』（2021年4月29日投稿）[32]
- （2021年5月16日投稿）[33]
- 『2さいチェキ』（2021年5月24日投稿）[34]
- 『証明写真流出！』（2021年5月25日投稿）[35]
- （2021年5月28日投稿）[36]
- 『👶』(アニメーション)（2021年6月28日投稿）[37]
- 『最近のめかたようあるある』(アニメーション)（2021年7月3日投稿）[38]
- 『契約すると言いなさい』（2021年7月6日投稿）[39]
- 『チェンソーマン マキマ FAメイキング』(メイキングムービー)（2021年7月7日投稿）[40]
- 『ラムネ味』(アニメーション)（2021年8月6日投稿）[41]
- 『夢にでてくるメンタル回復ねこ』(アニメーション)（2021年9月30日投稿）[42]
- 『会いたい人に沢山会いに行ける世の中に　早くなりますように..』（2021年10月7日投稿）[43]
- （2021年10月14日投稿）[44]
- 『me』（2022年6月22日投稿）[45]

## ライブ・イベント

### 参加公演
2019年
- 10月22日　VOCALABO 東京都 浅草橋MANHOLE
- 11月24日　VOCALABO 東京都 浅草橋MANHOLE

2020年
- 2月8日　VOCALABO　東京都 品川J-SQUARE
- 3月28日　VOCALABO GIRLS　東京都 浅草橋MANHOLE
- 6月14日　VOCALABO 無観客生配信LIVE
- 7月25日　VOCALABO 生配信LIVE　東京都
- 12月26日　VOCALABO × デビタント Last live in 2020　東京都 浅草橋MANHOLE